# Sylvia Schoske
Sylvia Schoske (*  1955 in Geislingen) ist eine deutsche Ägyptologin.

## Werdegang
Sylvia Schoske studierte ab 1975 Ägyptologie, Klassische und Christliche Archäologie in Heidelberg, Hamburg und München. 1982 wurde sie in Heidelberg mit der Dissertation „Das Erschlagen der Feinde. Ikonographie und Stilistik der Feindvernichtung im alten Ägypten“ promoviert. Seit 1982 war sie wissenschaftliche Mitarbeiterin der Staatlichen Sammlung Ägyptischer Kunst in München. 1988 heiratete sie den Ägyptologen und damaligen Direktor des Museums, Dietrich Wildung. Nach dessen Wechsel als Direktor zum Ägyptischen Museum in Berlin 1989 wurde Schoske Direktorin des Münchner Museums, und blieb es, bis sie Ende Januar 2021 in Ruhestand ging. Sie ist seit 2008 korrespondierendes Mitglied des Deutschen Archäologischen Instituts.

## Schriften (Auswahl)
- mit Dietrich Wildung: Kleopatra. Ägypten um die Zeitenwende. von Zabern, Mainz 1989, ISBN 3-8053-1014-5 (Katalog).
- mit Dietrich Wildung: Gott und Götter im Alten Ägypten. von Zabern, Mainz 1992, ISBN 3-8053-1409-4 (Katalog).
- mit Alfred Grimm und Dietrich Wildung: Pharao. Kunst und Herrschaft im Alten Ägypten. Klinkhardt & Biermann, München 1997, ISBN 3-7814-0413-7 (Katalog).
- mit Alfred Grimm: Das Geheimnis des goldenen Sarges: Echnaton und das Ende der Amarnazeit. Staatliches Museum Ägyptischer Kunst, München 2001, ISBN 3-87490-722-8.